# Чемпионат Европы по мини-футболу 2018
11-й Чемпионат Европы по мини-футболу прошёл в Словении (впервые в этой стране) с 30 января по 10 февраля 2018 года.
Это последний европейский чемпионат, в финальной части которого приняли участие 12 сборных. Последующие турниры будут проходить каждые четыре года (а не два, как раньше) и в них будут участвовать 16 сборных.

## Места проведения
Главной ареной чемпионата была Арена Стожице (Любляна).
| Место       | Арена Стожице |
| Вместимость | 12.480        |
| Изображение |               |

## Участники

### Квалифицированные команды
Двенадцать европейских сборных участвуют в финальной части Чемпионата Европы. Сборная Франции дебютант континентального первенства. После длительного перерыва на Чемпионате сыграла сборная Польши.
| Команда     | Дата       | Квалифицировалась как | Предыдущие участия в финалах | Последнее участие | Лучший результат                                   |
| ----------- | ---------- | --------------------- | ---------------------------- | ----------------- | -------------------------------------------------- |
| Словения    | 21.10.2016 | Принимающая страна    | 6                            | 2016              | 1/4 финала (2014)                                  |
| Италия      | 09.04.2017 | Победитель группы 1   | 11                           | 2016              | Чемпион (2003, 2014)                               |
| Азербайджан | 11.04.2017 | Победитель группы 2   | 5                            | 2016              | четвертое место (2010)                             |
| Украина     | 11.04.2017 | Победитель группы 3   | 10                           | 2016              | серебряный призёр (2001, 2003)                     |
| Португалия  | 11.04.2017 | Победитель группы 4   | 9                            | 2016              | серебряный призёр (2010)                           |
| Испания     | 11.04.2017 | Победитель группы 5   | 11                           | 2016              | Чемпион (1996, 2001, 2005, 2007, 2010, 2012, 2016) |
| Казахстан   | 11.04.2017 | Победитель группы 6   | 2                            | 2016              | бронзовый призёр (2016)                            |
| Россия      | 11.04.2017 | Победитель группы 7   | 11                           | 2016              | Чемпион (1999)                                     |
| Румыния     | 26.09.2017 | Победитель плей-офф   | 4                            | 2014              | групповой этап (2007, 2014)                        |
| Сербия      | 26.09.2017 | Победитель плей-офф   | 6                            | 2016              | четвёртое место (2016)                             |
| Польша      | 26.09.2017 | Победитель плей-офф   | 2                            | 2001              | групповой этап (2001)                              |
| Франция     | 26.09.2017 | Победитель плей-офф   | 1                            | —                 | Дебют                                              |

## Жеребьёвка
Жеребьёвка финального раунда турнира состоялась 29 сентября 2017 года в Любляне в Люблянском граде в 12:00 (UTC+2:00). 12 сборных были вовлечены в четыре группы по три команды. Сборные были посеяны с соответствием коэффициента рейтинга. Сборные Словении и Испании были посеяны автоматически в корзину 1, как хозяева турнира и чемпионы предыдущего розыгрыша соответственно. При жеребьёвке сборные России и Украина не могли попасть в одну группу по политическим причинам.
| Корзина 1                                                               | Корзина 2                            | Корзина 3                     |
| ----------------------------------------------------------------------- | ------------------------------------ | ----------------------------- |
| Словения (хозяева; назначены в A1) Испания (чемпионы) Россия Португалия | Италия Украина Азербайджан Казахстан | Сербия Румыния Польша Франция |

## Составы
Каждая национальная команда представила заявку из 14 игроков, двое из которых должны быть вратари. Если игрок получил травму или заболел достаточно серьезно, чтобы предотвратить его участие в турнире, тренерский штаб имел возможность заменить его другим игроком до первого матча своей команды.

## Групповой этап
Все матчи прошли по местному времени (CET или UTC+01:00).
| Цветовые условные обозначения |
| ----------------------------- |
| Квалификация в плей-офф       |

### Группа A
| Команда  | И | В | Н | П | МЗ | МП | РМ | О |
| -------- | - | - | - | - | -- | -- | -- | - |
| Словения | 2 | 1 | 1 | 0 | 4  | 3  | +1 | 4 |
| Сербия   | 2 | 0 | 2 | 0 | 3  | 3  | 0  | 2 |
| Италия   | 2 | 0 | 1 | 1 | 2  | 3  | −1 | 1 |

| Словения                                | 2:2   | Сербия                                 |
| --------------------------------------- | ----- | -------------------------------------- |
| Ален Фетич 03'42" Гашпер Врховец 14'20" | Отчет | Денис Рамич 17'03" Драган Томич 39'32" |

| Сербия              | 1:1   | Италия                 |
| ------------------- | ----- | ---------------------- |
| Драган Томич 29'24" | Отчет | Массимо Де Лука 31'42" |

| Италия                | 1:2   | Словения                     |
| --------------------- | ----- | ---------------------------- |
| Умберто Онорио 03'17" | Отчет | Игор Осредкар 30'27", 38'55" |

### Группа B
| Команда   | И | В | Н | П | МЗ | МП | РМ | О |
| --------- | - | - | - | - | -- | -- | -- | - |
| Казахстан | 2 | 1 | 1 | 0 | 6  | 2  | +4 | 4 |
| Россия    | 2 | 0 | 2 | 0 | 2  | 2  | 0  | 2 |
| Польша    | 2 | 0 | 1 | 1 | 2  | 6  | −4 | 1 |

| Россия              | 1:1   | Польша             |
| ------------------- | ----- | ------------------ |
| Иван Чишкала 35'10" | Отчет | Михал Кубик 39'51" |

| Польша                 | 1:5   | Казахстан |
| ---------------------- | ----- | --- |
| Доминик Солецки 27'56" | Отчет | Тайнан 02'54" Биржан Оразов 08'56" Серик Жаманкулов 19'01" Михаил Першин 19'32" (дв.пен.) Дуглас Жуниор 36'41" |

| Казахстан            | 1:1   | Россия           |
| -------------------- | ----- | ---------------- |
| Дуглас Жуниор 23'25" | Отчет | Эдер Лима 01'45" |

### Группа С
| Команда    | И | В | Н | П | МЗ | МП | РМ | О |
| ---------- | - | - | - | - | -- | -- | -- | - |
| Португалия | 2 | 2 | 0 | 0 | 9  | 4  | +5 | 6 |
| Украина    | 2 | 1 | 0 | 1 | 6  | 7  | −1 | 3 |
| Румыния    | 2 | 0 | 0 | 2 | 3  | 7  | −4 | 0 |

| Португалия                                                                   | 4:1   | Румыния               |
| ---------------------------------------------------------------------------- | ----- | --------------------- |
| Педру Кари 03'48" Фабиу Сесилиу 18'46" Рикардинью 35'29" Бруно Коэльо 37'00" | Отчет | Думитру Стойка 33'21" |

| Румыния                          | 2:3   | Украина                                                           |
| -------------------------------- | ----- | ----------------------------------------------------------------- |
| Савио 04'57" Флорин Игнат 10'33" | Отчет | Тарас Королишин 19'27" Александр Педяш 27'50" Петр Шотурма 39'41" |

| Украина                                                              | 3:5   | Португалия                                                                                     |
| -------------------------------------------------------------------- | ----- | ---------------------------------------------------------------------------------------------- |
| Владимир Разуванов 28'00" Тарас Королишин 31'59" Петр Шотурма 39'44" | Отчет | Бруно Коэльо 02'18" Тьягу Бриту 12'22" Педру Кари 33'13" Нилсон Мигел 35'30" Рикардинью 36'16" |

### Группа D
| Команда     | И | В | Н | П | МЗ | МП | РМ | О |
| ----------- | - | - | - | - | -- | -- | -- | - |
| Испания     | 2 | 1 | 1 | 0 | 5  | 4  | +1 | 4 |
| Азербайджан | 2 | 1 | 0 | 1 | 5  | 4  | +1 | 3 |
| Франция     | 2 | 0 | 1 | 1 | 7  | 9  | −2 | 1 |

| Испания                                                                      | 4:4   | Франция                                                                                 |
| ---------------------------------------------------------------------------- | ----- | --------------------------------------------------------------------------------------- |
| Адольфо 10'37" Аздин Айгун 19'30" (авт.) Франсиско Солано 26'48" Бебе 37'42" | Отчет | Абдессамад Мохаммед 08'37" Самир Алла 16'20" Сухейль Мухудин 20'13" Ортис 26'13" (авт.) |

| Франция                                                                | 3:5   | Азербайджан                                                          |
| ---------------------------------------------------------------------- | ----- | -------------------------------------------------------------------- |
| Ландри Н'Галя 06'59" Абдессамад Мохаммед 20'05" Сухейль Мухудин 39'33" | Отчет | Болинья 02'26", 22'02", 23'30" Эвертон Кардозо 28'56" Эдуардо 37'09" |

| Азербайджан | 0:1   | Испания     |
| ----------- | ----- | ----------- |
|             | Отчет | Пола 13'21" |

## Стадия плей-офф

### Таблица
|  | Четвертьфиналы | Четвертьфиналы |            |           | Полуфиналы   | Полуфиналы   |  |  | Финал      | Финал |
|  |                |                |            |           |              |              |  |  |            |       |
|  | 5 февраля      |                |            |           |              |              |  |  |            |       |
|  |                |                |            |           |              |              |  |  |            |       |
|  | Словения       | 0              |            |           |              |              |  |  |            |       |
|  | Словения       | 0              | 8 февраля  |           |              |              |  |  |            |       |
|  | Россия         | 2              |            |           |              |              |  |  |            |       |
|  | Россия         | 2              | Россия     | 2         |              |              |  |  |            |       |
|  | 6 февраля      |                | Россия     | 2         |              |              |  |  |            |       |
|  |                | Португалия     | 3          |           |              |              |  |  |            |       |
|  | Португалия     | Португалия     | 3          | 8         |              |              |  |  |            |       |
|  | Португалия     |                | 10 февраля | 8         |              |              |  |  |            |       |
|  | Азербайджан    | 1              |            |           |              |              |  |  |            |       |
|  | Азербайджан    | 1              | Португалия | 3         |              |              |  |  |            |       |
|  | 5 февраля      |                | Португалия | 3         |              |              |  |  |            |       |
|  |                | Испания        | 2          |           |              |              |  |  |            |       |
|  | Сербия         | Испания        | 2          | 1         |              |              |  |  |            |       |
|  | Сербия         | 8 февраля      |            | 1         |              |              |  |  |            |       |
|  | Казахстан      | 3              |            |           |              |              |  |  |            |       |
|  | Казахстан      | 3              | Казахстан  | 5 (1)     | Третье место | Третье место |  |  |            |       |
|  | 6 февраля      |                | Казахстан  | 5 (1)     | Третье место | Третье место |  |  |            |       |
|  |                | Испания        | 5 (3)      |           |              |              |  |  |            |       |
|  | Украина        | Испания        | 5 (3)      | 0         | Россия       | 1            |  |  |            |       |
|  | Украина        |                |            | 0         | Россия       | 1            |  |  |            |       |
|  | Испания        | 1              |            | Казахстан | 0            |              |  |  |            |       |
|  | Испания        | 1              |            |           | 0            |              |  |  |            |       |
|  |                |                |            |           |              |              |  |  | 10 февраля |       |
|  |                |                |            |           |              |              |  |  |            |       |

### Четвертьфиналы
| Словения | 0:2   | Россия                          |
| -------- | ----- | ------------------------------- |
|          | Отчет | Эдер Лима 26'12" Робиньо 39'36" |

| Сербия                   | 1:3   | Казахстан                                                  |
| ------------------------ | ----- | ---------------------------------------------------------- |
| Слободан Райчевич 35'24" | Отчет | Серик Жаманкулов 06'07" Тайнан 22'17" Дуглас Жуниор 39'37" |

| Португалия                                                                                                 | 8:1   | Азербайджан            |
| --- | ----- | ---------------------- |
| Педру Кари 02'05", 05'43" Пани Варела 09'40" Рикардинью 10'31", 19'32", 25'31", 31'15" Бруно Коэльо 24'09" | Отчет | Эвертон Кардозо 00'54" |

| Украина | 0:1   | Испания     |
| ------- | ----- | ----------- |
|         | Отчет | Пола 17'02" |

### Полуфиналы
| Россия                  | 2:3   | Португалия                                      |
| ----------------------- | ----- | ----------------------------------------------- |
| Эдер Лима 3'12", 39'11" | Отчет | Андре Коэльо 30'03", 35'44" Бруно Коэльо 39'04" |

| Казахстан                                                                                 | 5:5 (пен. 1:3) | Испания                                                                                       |
| ----------------------------------------------------------------------------------------- | -------------- | --------------------------------------------------------------------------------------------- |
| Тайнан 07'04" Игита 24'14" Павел Таку 24'59" Дуглас Жуниор 38'41" Серик Жаманкулов 47'33" | Отчет          | Чингиз Есенаманов 15'34" (авт.) Марк Тольра 18'42" Хоселито 28'08" Пола 33'01" Мигелин 42'27" |
| Пенальти                                                                                  |                |                                                                                               |
| Тайнан · Михаил Першин                                                                    | 1:3            | Мигелин · Ортис · Лин                                                                         |

### Матч за 3-е место
| Россия           | 1:0   | Казахстан |
| ---------------- | ----- | --------- |
| Эдер Лима 28'51" | Отчет |           |

### Финал
| Португалия                                              | 3:2 (доп. время) | Испания                       |
| ------------------------------------------------------- | ---------------- | ----------------------------- |
| Рикардинью 00'59" Бруно Коэльо 38'18", 49'05" (дв.пен.) | Отчет            | Марк Тольра 18'54" Лин 31'36" |

## Бомбардиры
7 голов
- Рикардинью

6 голов
- Бруну Коэлью

5 голов
- Эдер Лима

4 гола
- Дуглас Жуниор
- Педру Кари

3 гола
- Болинья
- Пола
- Серик Жаманкулов
- Тайнан

2 гола
- Эвертон Кардозо
- Марк Тольра
- Андре Коэлью
- Драган Томич
- Игор Осредкар
- Тарас Королишин
- Пётр Шотурма
- Абдессамад Мохаммед
- Сухейль Мухудин

1 гол
- Эдуардо
- Адольфо
- Бебе
- Лин
- Мигелин
- Солано
- Хоселито
- Массимо Де Лука
- Умберто Онорио
- Игита
- Биржан Оразов
- Михаил Першин
- Павел Таку
- Михал Кубик
- Доминик Солецки
- Тьягу Бриту
- Пани Варела
- Нилсон Мигел
- Фабиу Сесилиу
- Робиньо
- Иван Чишкала
- Флорин Игнат
- Савио
- Думитру Стойка
- Слободан Райчевич
- Денис Рамич
- Гашпер Врховец
- Ален Фетич
- Александр Педяш
- Владимир Разуванов
- Самир Алла
- Ландри Н'Галя

## Итоговое положение команд
| Место | Команда     |
| ----- | ----------- |
|       | Португалия  |
|       | Испания     |
|       | Россия      |
| 4     | Казахстан   |
| 5     | Словения    |
| 6     | Азербайджан |
| 7     | Украина     |
| 8     | Сербия      |
| 9     | Италия      |
| 10    | Франция     |
| 11    | Польша      |
| 12    | Румыния     |

| Чемпион Европы по мини-футболу 2018 |
| Португалия Первый титул             |

|  | Рикардиньо |

|  | Рикардиньо   | 7 голов |
|  | Бруно Коэльо | 6 голов |
|  | Эдер Лима    | 5 голов |